# 대만의 스포츠
대만의 스포츠에 관한 내용이다.
중화민국에서 가장 인기 있는 스포츠로는 야구, 농구, 배드민턴, 축구, 소프트볼, 탁구, 테니스, 배구 등이 있다. 태극권이나 태권도 같은 무술도 많은 사람들이 수련하고 있다. 국제적으로 유명한 운동선수로는 제러미 린, 다이쯔잉, 궈싱춘, 위창, 왕젠민, 린윈쥐, 양촨쾅, 저우톈청, 셰수웨이, 쩡야니 등이 있다.
중화인민공화국의 정치적 이유와 압력으로 인해 대만의 단체나 국가대표팀은 올림픽 등 국제 스포츠 행사에서 중화 타이베이라는 이름으로 경쟁을 벌여왔다.